# Noirmoutier-en-l’Île
Noirmoutier-en-l'Île, thường gọi là Noirmoutier, là một xã ở île de Noirmoutier trong tỉnh Vendée trong vùng Pays de la Loire, Pháp. Xã này có diện tích 19,59 km², dân số năm 2006 là 4855 người. Xã này nằm ở khu vực có độ cao trung bình 7 mét trên mực nước biển.
Xã này nằm ở phần phía bắc của đảo Noirmoutier, ngay gần bờ biển của tỉnh Vendée ở vùng Pays de la Loire ở miền tây nước Pháp.
Lịch sử của thị trấn bắt đầu với sự xuất hiện của thầy tăng Saint Philibert vào năm 674, người đã thành lập một tu viện. Château de Noirmoutier có niên đại từ thế kỷ 11 và 12. Vào mùa hè, khu vực này là một khu du lịch.

## Biến động dân số
| Năm | 1962  | 1968  | 1975  | 1982  | 1990  | 1999  | 2006  |
| --- | ----- | ----- | ----- | ----- | ----- | ----- | ----- |
| Dân số | 3 906 | 4 020 | 4 070 | 4 518 | 4 846 | 5 001 | 4 855 |
| From the year 1962 on: No double counting—residents of multiple communes (e.g. students and military personnel) are counted only once. |       |       |       |       |       |       |       |